# 붉은 책

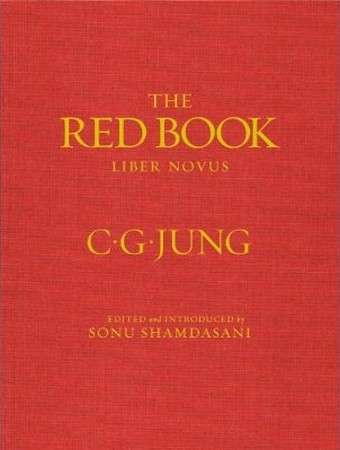

《붉은 책》(영어: The Red Book)은 심리학자 카를 융의 저작이다. Liber Novus(라틴어로 《새로운 책》)이라고도 불린다. 제1차 세계 대전을 앞에 두고 정신 상태가 불안정하게 된 융은 검은 표지의 노트에 자신이 본 꿈이나 비전을 적었다. 이것을 《검은 책》이라고 부른다. 그 후, 주석과 일러스트가 추가되어 융 자신의 손으로 붉은 표지의 큰 가죽 장정의 노트에 베껴썼다. 《붉은 책》에서는 일러스트는 풍부한 색채로 그려져 문장·문자도 중세의 사본을 방불케하는 장식적인 캘리그래피로 써졌다.
《붉은 책》이 기록된 것은 1914년으로부터 1930년에 걸친 기간이지만, 다른 융의 저작과 달리 간행되지 않았다. 《붉은 책》은 검은 트렁크에 거두어 스위스의 은행의 금고에서 보관되었다. 일반 공개된 것은 극히 일부에 한정되었다. 유족과 교섭의 끝에, 2009년부터 각국어로 간행되는 단계가 되었다.
일본어 번역은 창원사에서 2010년 6월 26일에 간행되었다.

## 간행 서적
- 붉은 책 The "Red Book"

편집·해설: 소누 샴나사니, 일본어 번역: 카와이 토시오, 타나카 야스히로, 이노마타 츠요시, 타카츠키 레이코, ISBN 978-4422114361